# Люмю, Йерун
Йерун Люмю (нидерл. Jeroen Lumu; род. 27 мая 1995, Бреда, Северный Брабант) — нидерландский футболист, полузащитник. Чемпион Европы 2012 в составе сборной до 17 лет.

## Биография

### Клубная карьера
Родился в нидерландском городе Бреда в семье голландки и выходца из ДР Конго. Профессиональную карьеру начал в составе клуба «Виллем II», за который в сезоне 2011/12 сыграл 8 матчей, забил 1 гол в первом дивизионе и вместе с клубом добился выхода в высший дивизион. В следующем сезоне сыграл 12 матчей в высшей лиге и отметился забитым голом в ворота «Твенте» (2:6), однако по итогам сезона занял с клубом последнее место и вернулся в первый дивизион.
В январе 2014 года Люмю подписал контракт с болгарским «Лудогорцем». Проведя в клубе полгода, стал чемпионом и обладателем Кубка Болгарии. 21 августа того же года подписал однолетний контракт с голландским «Херенвеном». Уже 23 августа дебютировал за команду в матче 3-го тура чемпионата Нидерландов против «Эксельсиора», появившись на замену на 70-й минуте. Тем не менее, этот матч остался для него единственным в составе клуба. Он покинул «Херенвен» в октябре и почти год находился в статусе свободного агента. В сезоне 2015/16 выступал в первом дивизионе Нидерландов за клуб «Дордрехт». Затем выступал в австрийской Бундеслиге за клуб «Санкт-Пёльтен», за клуб «Самсунспор» в первой лиге Турции, а в 2017-18 годах выступал за «Дели Дайнамос» в Индийской суперлиге. Вернувшись в 2018 году в Европу, выступал за различные клубы в чемпионатах Румынии, Португалии, Грузии и Мальты. В 2020 году в составе «Сабуртало» стал обладателем суперкубка Грузии.

### Карьера в сборной
В 2012 году вошёл в состав юношеской сборной Нидерландов на победный для голландцев чемпионат Европы до 17 лет, на котором сыграл 4 матча, включая финальную игру против Германии, отметился одним голом в матче групповой стадии.

## Достижения
Нидерланды U-17
- Чемпион Европы 2012

«Лудогорец»
- Чемпион Болгарии: 2013/14
- Обладатель Кубка Болгарии: 2013/14

«Сабуртало»
- Обладатель Суперкубка Грузии: 2020